# Museu de Belles Arts de San Francisco
El Museu de Belles Arts de San Francisco (en anglès: The Fine Arts Museums of San Francisco) Inclou dos establiments: el San Francisco De Young Museum de Golden Gate Park; el Palau de Califòrnia de la Legió d'Honor a Lincoln Park. És la institució artística més gran de la ciutat de San Francisco i un dels museus més grans de Califòrnia.

## Història

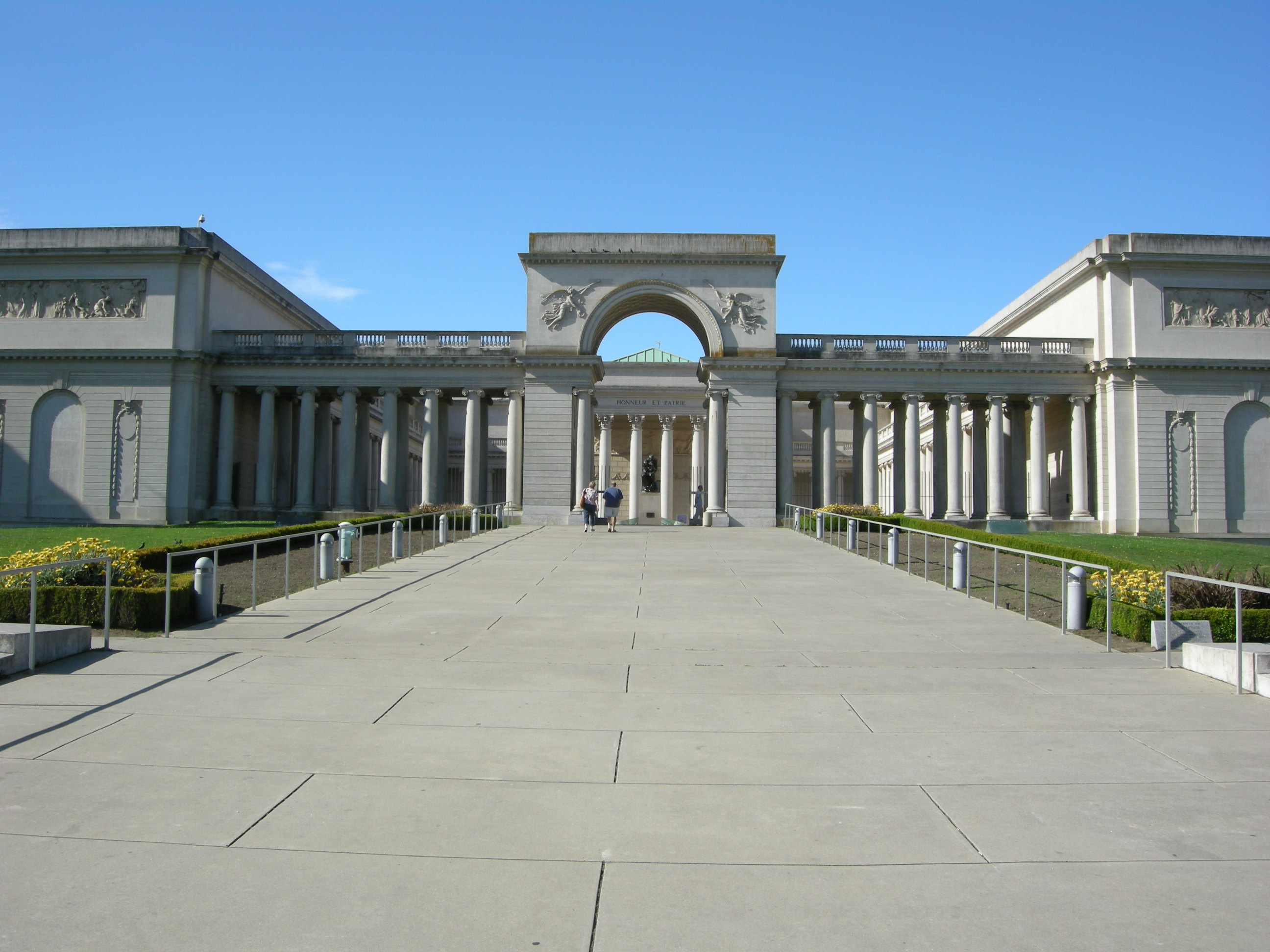
La Legion of Honor, que forma part dels Museus de Belles Arts de San Francisco

A diferència de la majoria dels altres museus d'art importants, els Museus de Belles Arts de San Francisco no tenen una gran dotació pel seu funcionament. Els museus funcionen amb un pressupost anual finançat per quotes de membres, venda d'entrades, donacions (de filantropia i subvencions) i compres a les seves botigues. Tenen una col·laboració publicoprivada amb la ciutat de San Francisco, propietària dels dos edificis del museu i cobreix aproximadament el 23% de les seves despeses d'explotació proporcionant vigilants de seguretat i pagant primes d'assegurança. El 2016, els dos museus van atraure 1.402.000 visitants. FAMSF opera amb un pressupost anual d'uns 55 milions de dòlars.
El de Young's Artist Studio és un programa de residència d'artistes per fomentar el compromís de la comunitat artística i donar suport als artistes emergents i, des del 2010, forma part de la iniciativa Cultural Encounters.
El 2012, els museus de belles arts de San Francisco i el museu del Louvre van signar un acord que preveu exposicions col·laboratives i la compartició d'obres d'art. L'acord té una durada de cinc anys. Crea una associació per promoure préstecs a curt i llarg termini d'obres d'art que permetin veure les obres a les dues ciutats, publicacions conjuntes, projectes de conservació d'art i programes educatius.
Thomas P. Campbell es va convertir en director dels Museus de Belles Arts de San Francisco l'1 de novembre de 2018, en substitució de Max Hollein.

## Obres al Museu de Belles Arts de San Francisco

### Pintura
- Nicolas de Largillière, Retrat d'Adam Frans van der Meulen, 1680;
- Antoine Watteau, The Square Party, c. 1713;
- Georges Seurat, La torre Eiffel, 1889;
- Claude Monet, Le Grand Canal, 1908;
- Claude Monet, Els nenúfars, 1914;

### Escultura
- Auguste Rodin, L'edat del bronze, 1875;
- Auguste Rodin, El petó, 1884;